# Phellinus cavicola
Phellinus cavicola är en svampart som beskrevs av Kotl. & Pouzar 1995. Phellinus cavicola ingår i släktet Phellinus och familjen Hymenochaetaceae.   Inga underarter finns listade i Catalogue of Life.